# Équipe des États-Unis masculine de handball
Dernière mise à jour : 18 mai 2024.
L'équipe des États-Unis masculine de handball représente la fédération américaine de handball lors des compétitions internationales, notamment aux Jeux olympiques et aux championnats du monde.
Si l'équipe figure régulièrement parmi les 3 meilleures équipes américaines jusqu'en dans les années 2000 derrière Cuba, elle est aujourd'hui dominée par les équipes Sud-Américaines, en particulier par l'Argentine et le Brésil. 

## Parcours détaillé

### Compétitions mondiales
| Année | Tour                | Rang | J | G | N | P | BP | BC | D   |
| ----- | ------------------- | ---- | - | - | - | - | -- | -- | --- |
| 1936  | Match de classement | 6    | 3 | 0 | 0 | 3 | 6  | 46 | -40 |

| Année | Tour         | Rang         | J            | G            | N            | P            | BP           | BC           | D            |
| ----- | ------------ | ------------ | ------------ | ------------ | ------------ | ------------ | ------------ | ------------ | ------------ |
| 1972  | 1er tour     | 14           | 5            | 1            | 0            | 4            | 86           | 112          | -26          |
| 1976  | 1er tour     | 10           | 5            | 0            | 0            | 5            | 100          | 149          | -49          |
| 1980  | non qualifié | non qualifié | non qualifié | non qualifié | non qualifié | non qualifié | non qualifié | non qualifié | non qualifié |
| 1984  | 1er tour     | 9            | 6            | 1            | 1            | 4            | 115          | 116          | -1           |
| 1988  | 1er tour     | 12           | 6            | 0            | 0            | 6            | 102          | 149          | -47          |
| 1992  | non qualifié | non qualifié | non qualifié | non qualifié | non qualifié | non qualifié | non qualifié | non qualifié | non qualifié |
| 1996  | 1er tour     | 9            | 6            | 2            | 0            | 4            | 138          | 168          | -30          |
| 2000  | non qualifié | non qualifié | non qualifié | non qualifié | non qualifié | non qualifié | non qualifié | non qualifié | non qualifié |
| 2004  | non qualifié | non qualifié | non qualifié | non qualifié | non qualifié | non qualifié | non qualifié | non qualifié | non qualifié |
| 2008  | non qualifié | non qualifié | non qualifié | non qualifié | non qualifié | non qualifié | non qualifié | non qualifié | non qualifié |
| 2012  | non qualifié | non qualifié | non qualifié | non qualifié | non qualifié | non qualifié | non qualifié | non qualifié | non qualifié |
| 2016  | non qualifié | non qualifié | non qualifié | non qualifié | non qualifié | non qualifié | non qualifié | non qualifié | non qualifié |
| 2020  | non qualifié | non qualifié | non qualifié | non qualifié | non qualifié | non qualifié | non qualifié | non qualifié | non qualifié |
| 2024  | non qualifié | non qualifié | non qualifié | non qualifié | non qualifié | non qualifié | non qualifié | non qualifié | non qualifié |
| 2028  | qualifié     | qualifié     | qualifié     | qualifié     | qualifié     | qualifié     | qualifié     | qualifié     | qualifié     |
| Total | 5/14         | 0/5          | 28           | 4            | 1            | 23           | 541          | 694          | -153         |

### Compétitions continentales
- Jeux panaméricains
  - 1987 :  Champion
  - 1991 :  3e place
  - 1995 : 4e place
  - 1999 : 4e place
  - 2003 :  3e place
  - 2007 : non qualifié
  - 2011 : 7e place
  - 2015 : non qualifié
  - 2019 : 6e place
  - 2023 : 4e place
- Championnats panaméricains
  - 1979 :  3e place
  - 1981 :  3e place
  - 1983 :  Finaliste
  - 1985 :  Finaliste
  - 1989 :  3e place
  - 1994 :  3e place
  - 1996 :  3e place
  - 1998 : 4e place
  - 2000 : 4e place
  - 2002 : 4e place
  - 2004 : 7e place
  - 2006 : 4e place
  - 2008 : non qualifié
  - 2010 : non qualifié
  - 2012 : 7e place
  - 2014 : 6e place
  - 2016 : 8e place
  - 2018 : non qualifié
- Championnat d'Am. Nord et Caraïbes.
  - 2014 :  3e place
  - 2018 : 5e place
  - 2022 :  Champion
  - 2024 : 4e place

## Personnalités
Les différents sélectionneurs sont :
| Période     | Sélectionneur            |
| ----------- | ------------------------ |
| années 1970 | Peter Buehning Sr.       |
| années 1970 | Dennis Bergholtz         |
| 1979-1987   | Javier García Cuesta     |
| 1988-1988   | Branislav Pokrajac       |
| 1989-1994   | Vojtěch Mareš (cs)       |
| 1994-1995   | Javier García Cuesta (2) |
| 1995-0000   | Richard Oleksyk          |
| 0000-0000   | R. Mayfield              |
| 2001-2003   | Cristian Zaharia         |
| 2003-2012   | inconnu                  |
| 2012-2018   | Javier García Cuesta (3) |
| 2018-0000   | Robert Hedin             |

Parmi les joueurs internationaux, on trouve :
- Benjamin Briffe : joueur français international à partir de 2020
- Tom Schneeberger : joueur dans les années 1980

## Effectif

### Effectif actuel
Les 16 joueurs sélectionnés pour disputer le Mondial 2023 sont :

## Confrontations face à la France
| Rencontres | Victoires | Nuls | Défaites | Buts pour | Buts contre | Différence |
| ---------- | --------- | ---- | -------- | --------- | ----------- | ---------- |
| 18         | 18        | 0    | 0        | ??        | ??          | ??         |